# Юрий Маленченко
Юрий Иванович Маленченко (на руски: Юрий Иванович Маленченко) е руски космонавт от украински произход.

## Биография
Маленченко е роден в Светловодск, Кировоградска област, Украинска ССР.
Маленченко завършва училището за военна авиация в Харков през 1983 г. След това завършва и академията за военновъздушни инженери през 1993.

## Полети
Юрий Маленченко е летял в космоса като член на екипажа на следните мисии:
- Союз ТМ-19 (1 юли 1994 – 4 ноември 1994) – полет до Мир
- STS-106 (8 септември 2000 – 19септември 2000) – полет до Международната космическа станция
- Союз ТМА-2 (26 април 2003 – 28 октомври 2003) – Експедиция 7 до МКС
- Союз ТМА-11 (10 октомври 2007 – 19 април 2008) – Експедиция 16 до МКС

## Женитба в космоса
Юрий Маленченко е първият човек, който сключва брак в космоса. На 10 август 2003 се жени за Екатерина Димитриева, която се намира в Тексас, докато той лети над Нова Зеландия на борда на Международната космическа станция.